# Huawei Mobile Services

A Huawei Mobile Services (HMS) a Huawei alternatívája a Google Mobile Servicesre (GMS). Magában foglalja az AppGallery alkalmazásáruházat, a Huawei Videot, a Huawei Musicot és a Huawei Walletet. 
A Huawei 2019 decemberében mutatta be a HMS 4.0-t.
2020 márciusában a HMS-t 400 millió aktív felhasználó vette igénybe 170 országban.
2020 januárjáig több mint 50 000 alkalmazást integráltak a HMS Core-ba. Riválisa, a Google 3 millió alkalmazással rendelkezik a Google Play Áruházban. Az App Gallery 2019-ben 180 milliárd letöltést igényelt.  

## Szolgáltatások
A HMS a következő alkalmazásokat és szolgáltatásokat tartalmazza:
- Huawei AppGallery
- Huawei Browser
- Huawei Mobile Cloud
- Huawei Themes
- Huawei Music
- Huawei Video
- Huawei Reader
- Huawei Assistant

A Huawei Quick Apps a Huawei alternatívája a Google Instant Apps szolgáltatására.

## Fordítás
Ez a szócikk részben vagy egészben  a   Huawei Mobile Services című angol Wikipédia-szócikk ezen változatának fordításán alapul.  Az eredeti cikk szerkesztőit annak laptörténete sorolja fel. Ez a jelzés csupán a megfogalmazás eredetét és a szerzői jogokat jelzi, nem szolgál a cikkben szereplő információk forrásmegjelöléseként.